# Малые Перелески
Малые Перелески (укр. Малі Переліски) — село в Заболотцевской сельской общине Золочевского района Львовской области Украины.
Население по переписи 2001 года составляло 44 человека. Занимает площадь 0,203 км². Почтовый индекс — 80630. Телефонный код — 3266.